# Rua do Cunha
Rua do Cunha (em chinês: 官也街) é uma rua pedonal localizada na Vila da Taipa, na Freguesia de Nossa Senhora do Carmo, em Macau, uma Região Administrativa Especial da China. Com cerca de 150 metros de extensão, esta rua estreita tornou-se um dos destinos turísticos e gastronômicos mais populares de Macau, conhecida por suas lojas de souvenirs, pastelarias tradicionais, lanchonetes locais e especialidades culinárias típicas da gastronomia macaense e cantonesa.
O nome da rua homenageia Pedro Alexandrino da Cunha, um antigo governador de Macau no século XIX. A rua preserva ainda hoje vestígios do traçado urbano tradicional português, com calçadas em pedra, fachadas baixas e letreiros bilíngues em chinês e português.
A Rua do Cunha atrai diariamente residentes e visitantes que buscam experimentar delícias como os biscoitos de amêndoa, os bolos de chá verde, os pastéis de nata e os sorvetes artesanais. É também um ponto de partida comum para caminhadas pelas ruas adjacentes da vila histórica, como a Rua de Horta e Sousa e a Rua do Regedor.

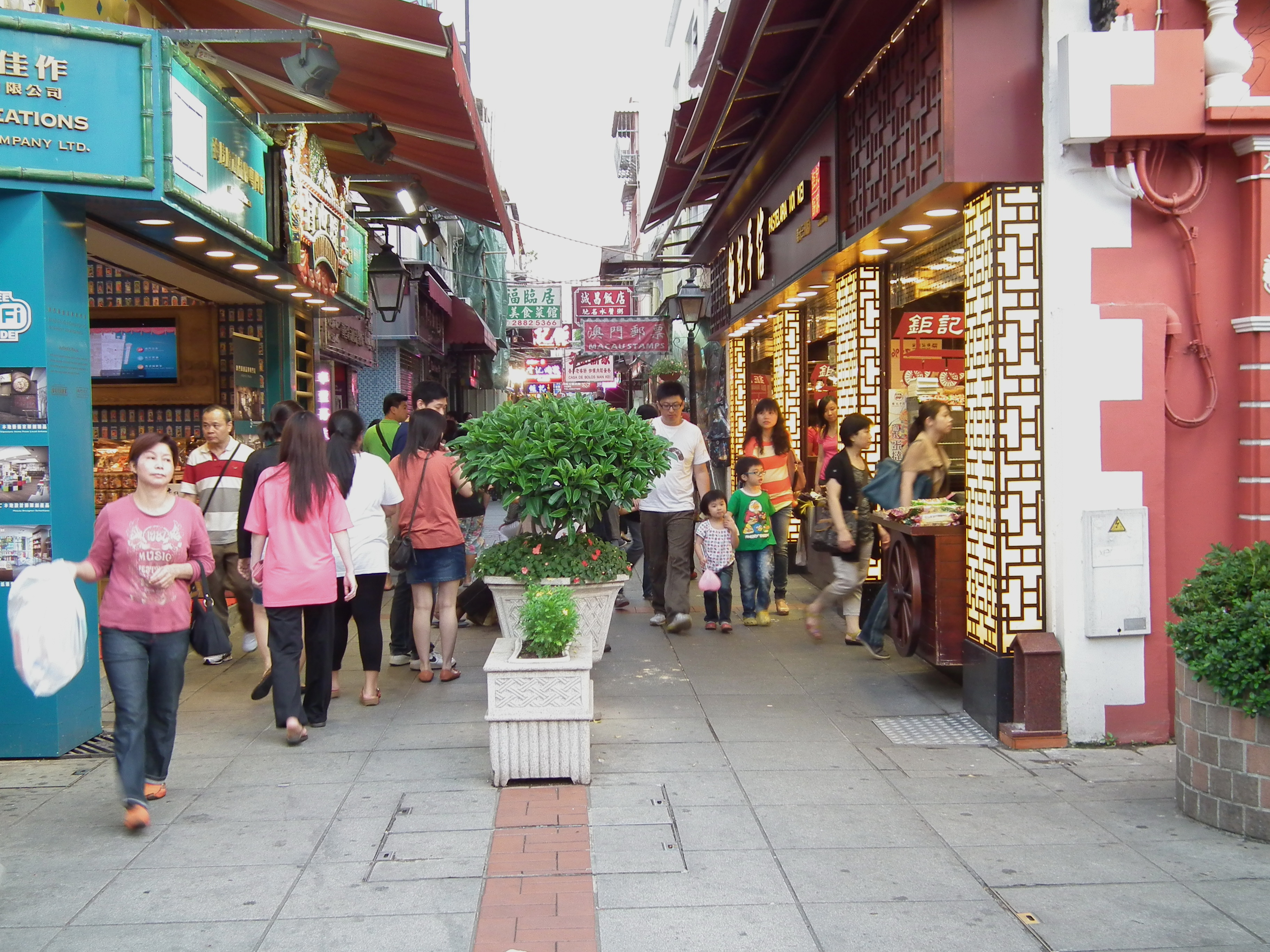
Rua do Cunha

## Zona pedonal provisória no bairro antigo da Taipa
Desde 10 de fevereiro de 2024, a Rua do Cunha passou a integrar oficialmente uma (Vila da Taipa), implementada pelo Governo da Região Administrativa Especial de Macau com o objetivo de melhorar a mobilidade urbana, promover o turismo sustentável e valorizar o comércio tradicional local.
A medida abrange várias ruas adjacentes, incluindo a Rua do Regedor, a Rua de Horta e Sousa e a Rua Correia da Silva, estabelecendo restrições temporárias ao trânsito de veículos particulares em determinados períodos do dia, especialmente aos fins de semana e feriados.
Segundo o Instituto para os Assuntos Municipais e a Direcção dos Serviços para os Assuntos de Tráfego, a zona pedonal visa criar um ambiente mais confortável e seguro para os peões, facilitar o acesso às lojas e espaços culturais da vila, bem como reduzir a emissão de poluentes numa área historicamente densa e de elevado valor patrimonial.
A zona pedonal é monitorada por meio de feedback comunitário e dados de fluxo pedonal, com possibilidade de se tornar permanente no futuro, dependendo dos resultados da fase experimental e da aceitação pública.

## Imagens

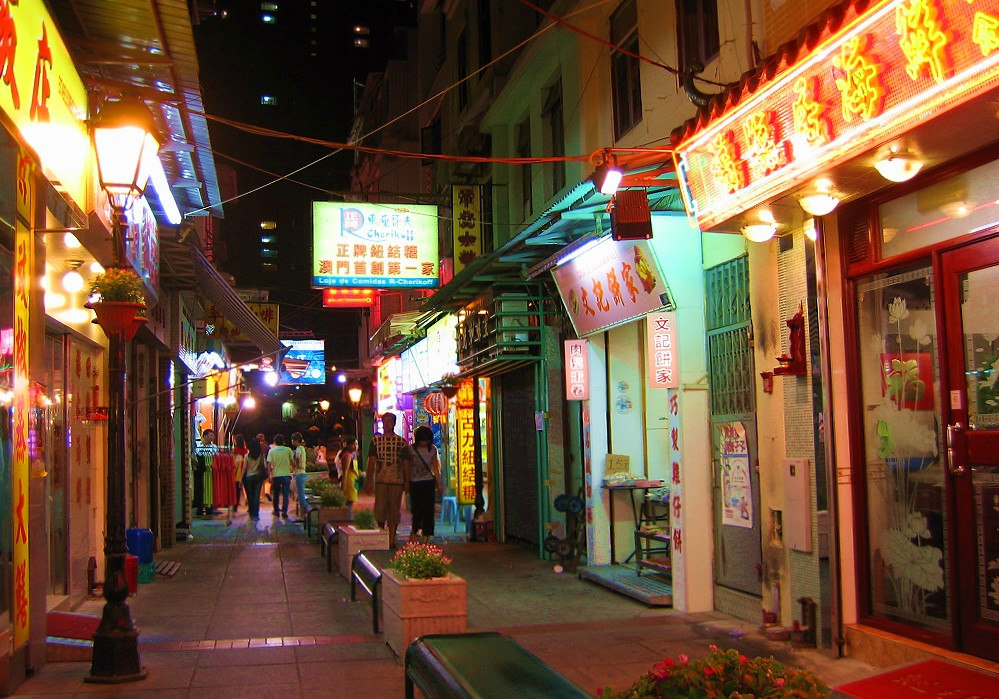
A rua à noite, iluminada pelas lojas
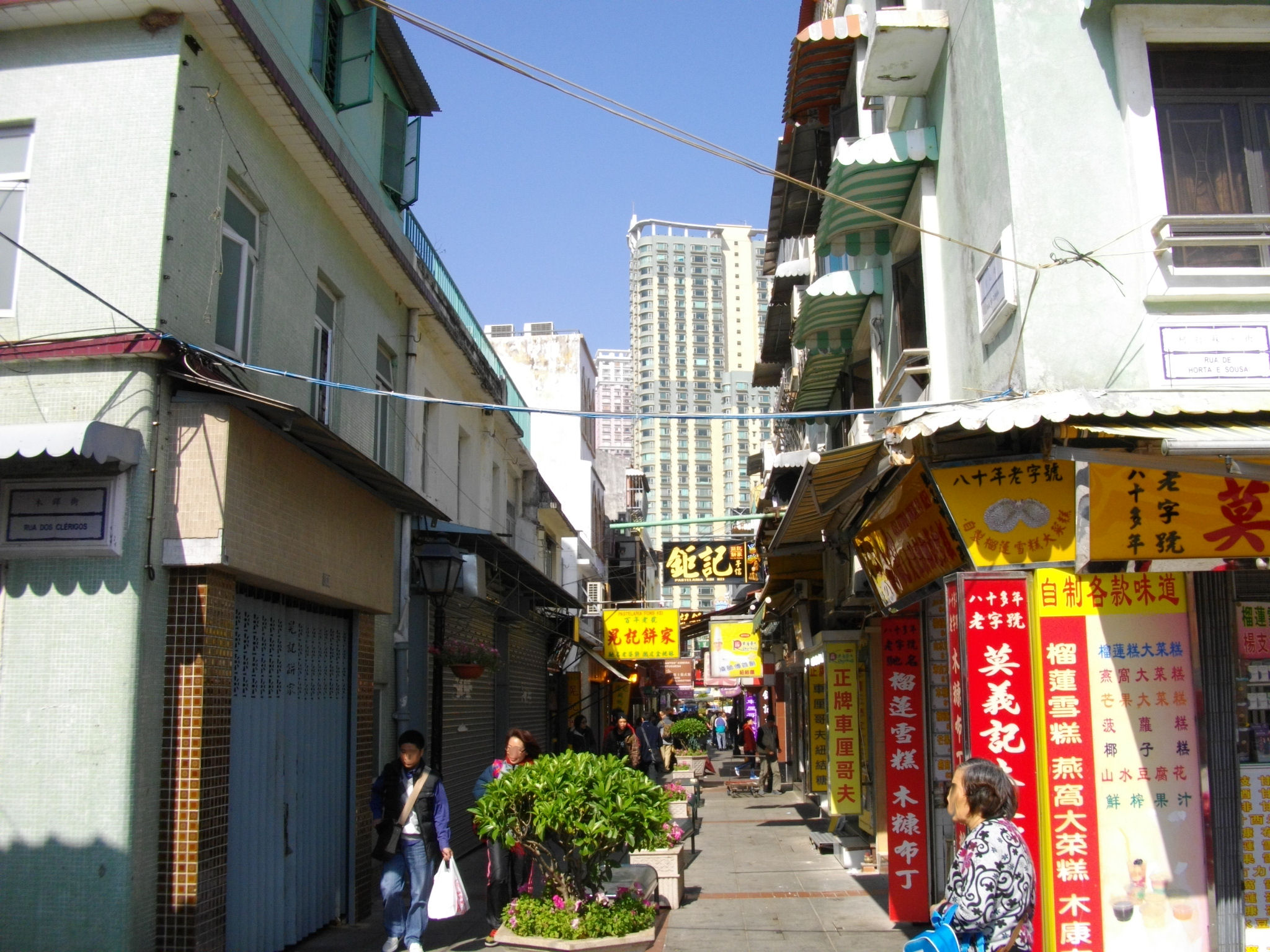
Movimento de pedestres durante o dia
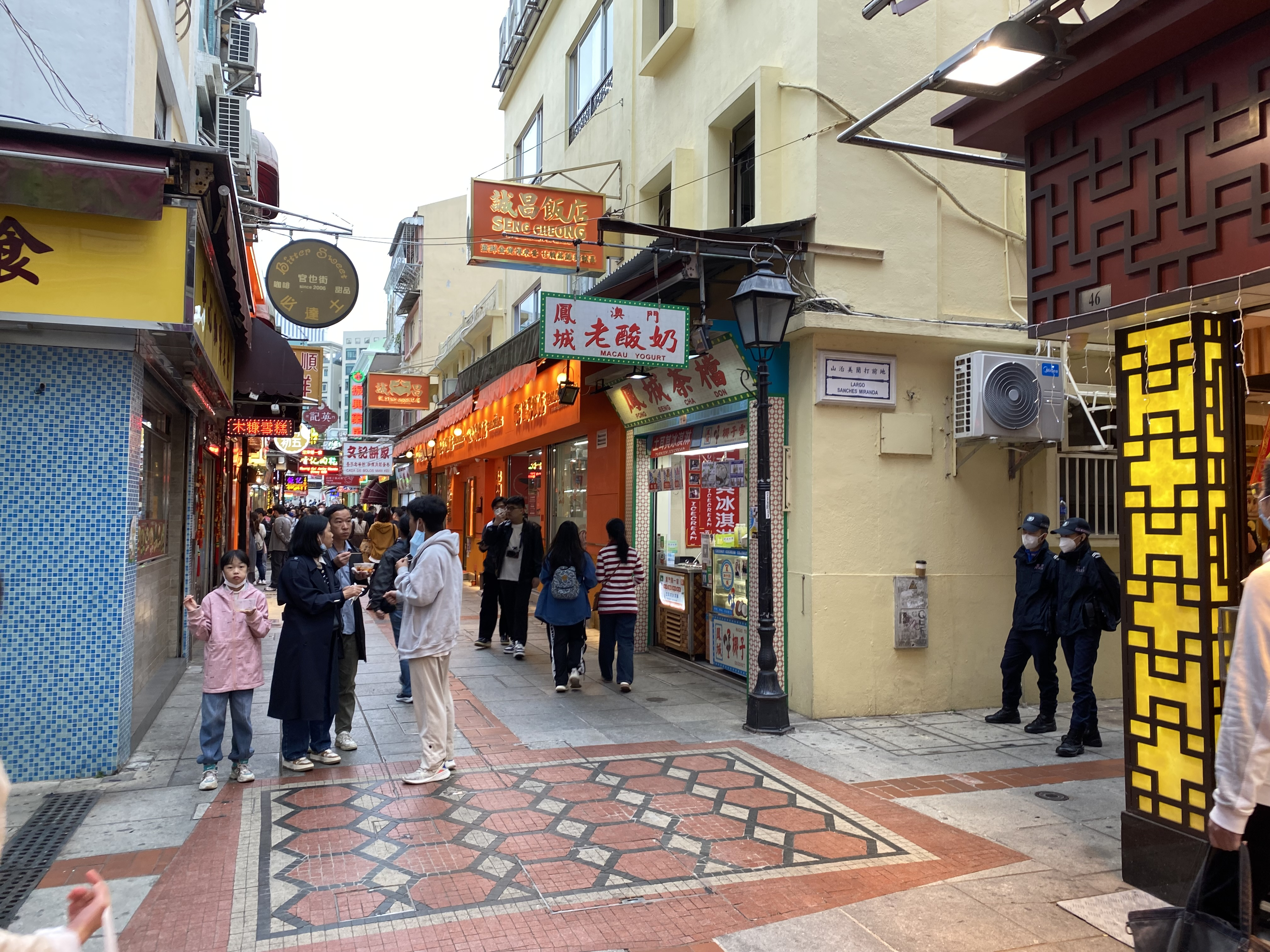
Ambiente típico de fim de semana
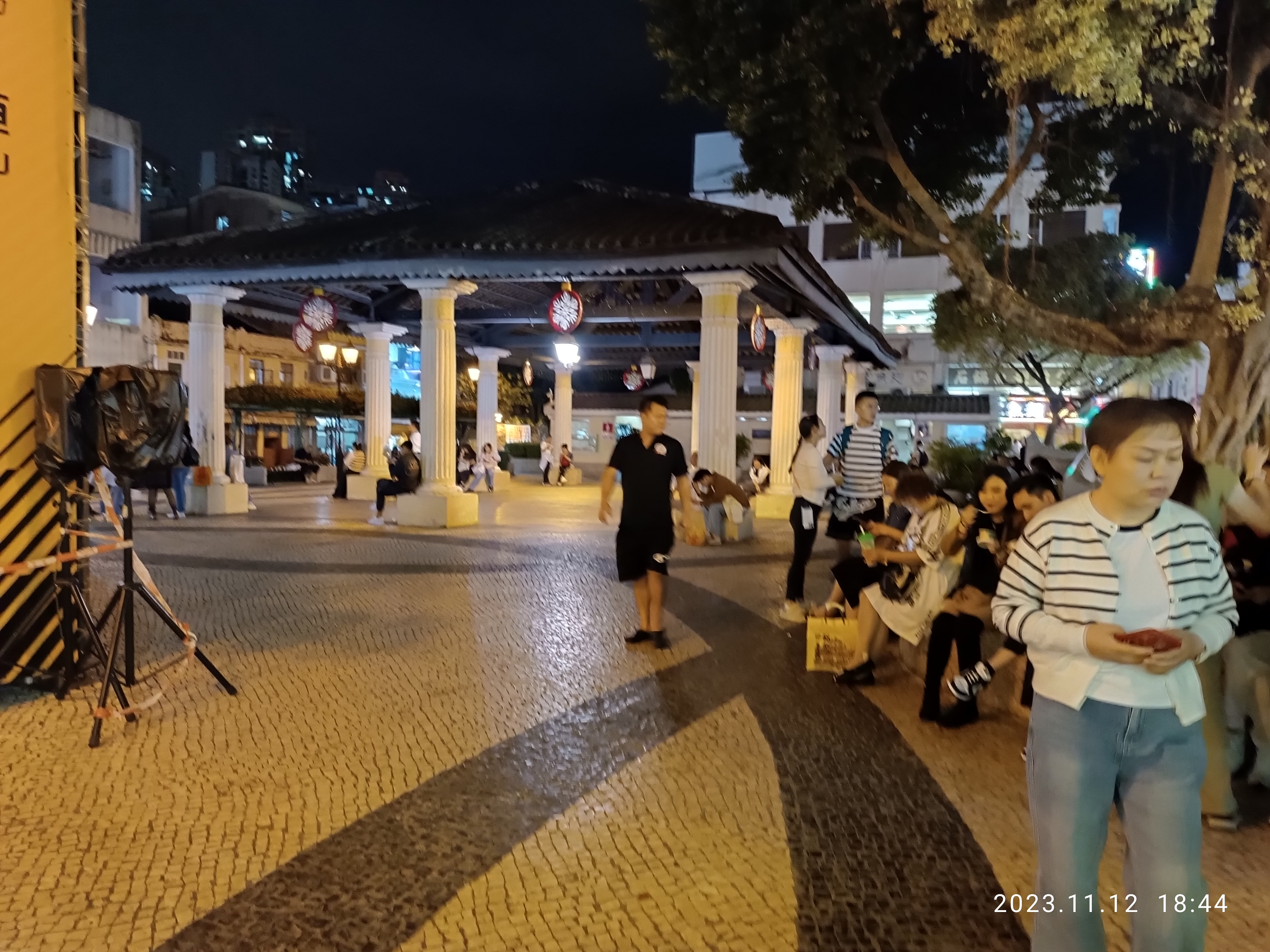
Lojas iluminadas e movimento turístico noturno
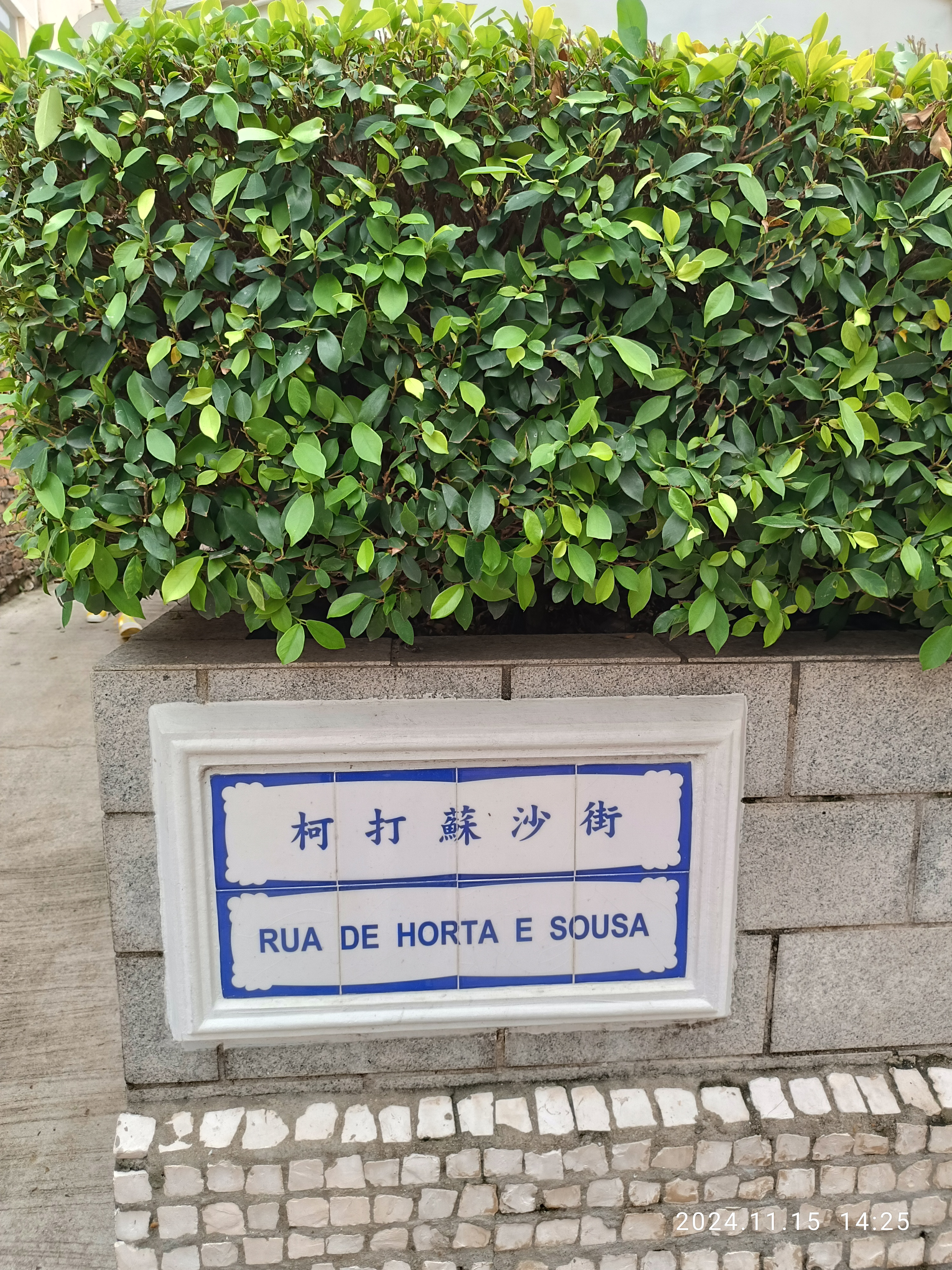
Placa da rua com nome bilingue